# Aristolochia fuertesii
Aristolochia fuertesii là một loài thực vật có hoa trong họ Aristolochiaceae. Loài này được Urb. mô tả khoa học đầu tiên năm 1912.